# آخرین جشنواره فیلم
آخرین جشنواره فیلم (به انگلیسی: The Last Film Festival) فیلمی محصول سال ۲۰۱۶ و به کارگردانی لیندا یلن است. در این فیلم بازیگرانی همچون دنیس هاپر، کریس کاتان، جکلین بیسیت، لیلی سوبیسکی، جوبت ویلیامز، کاترینا بودن و جوزف کراس ایفای نقش کرده‌اند.